# Jangmadang

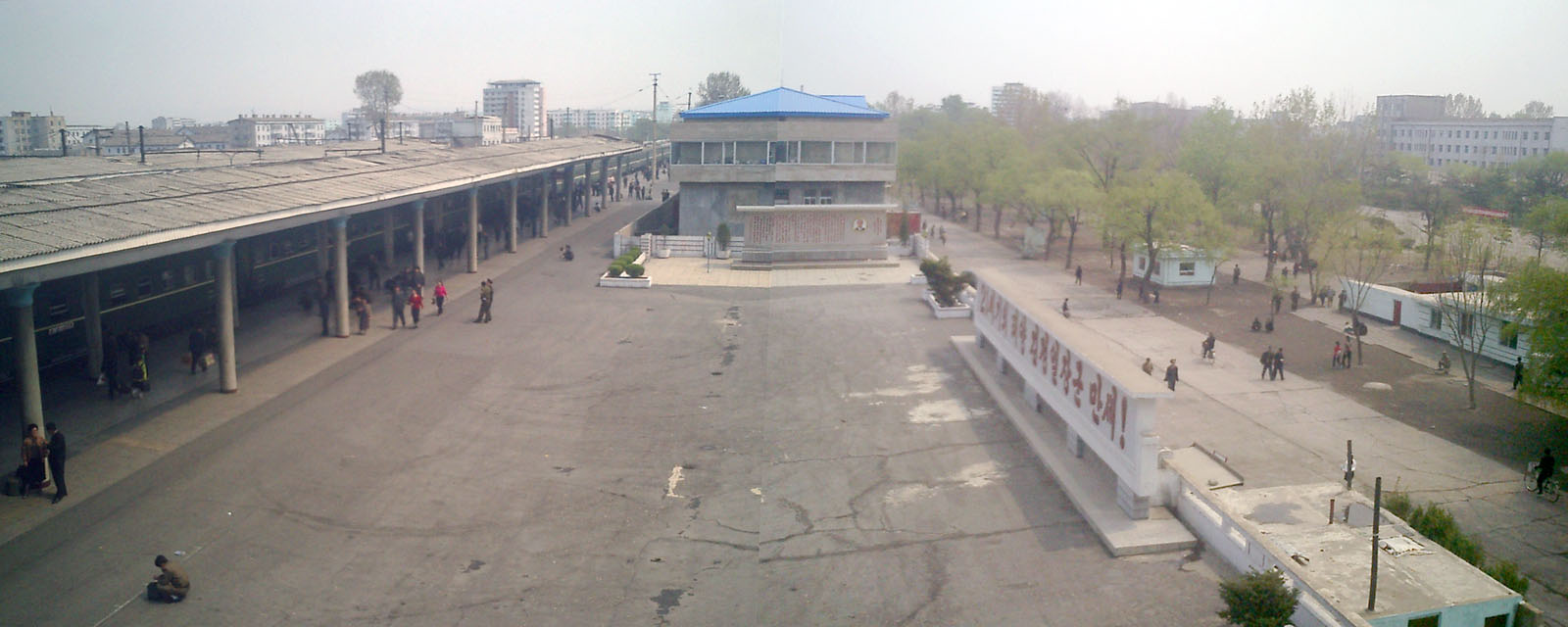
Sinuiju é um importante centro para a economia formal e informal norte-coreana devido à sua proximidade com a fronteira chinesa. A estação ferroviária de Sinuiju é retratada aqui.

Jangmadang (hangul: 장마당/場마당) são mercados locais norte-coreanos, mercados de agricultores, mercados negros e bazares. Desde a fome norte-coreana na década de 1990, eles formaram uma grande economia informal, e o governo se tornou mais tolerante com eles. No entanto, os comerciantes ainda enfrentam regulamentações pesadas. A maioria dos norte-coreanos se tornou dependente de jangmadang para sua sobrevivência.
O governo norte-coreano tentou regular o crescimento da economia de mercado na Coreia do Norte usando uma variedade de métodos. Alguns deles, como a regulamentação da idade dos comerciantes, resultaram em mudanças sociais, como tornar as mulheres mais responsáveis por ganhar dinheiro para suas famílias. Isso causou mudanças nos papéis de gênero na sociedade norte-coreana.
Tem havido especulações sobre o possível papel dos mercados negros na reforma do governo norte-coreano e sua economia, como aconteceu na China.

## História

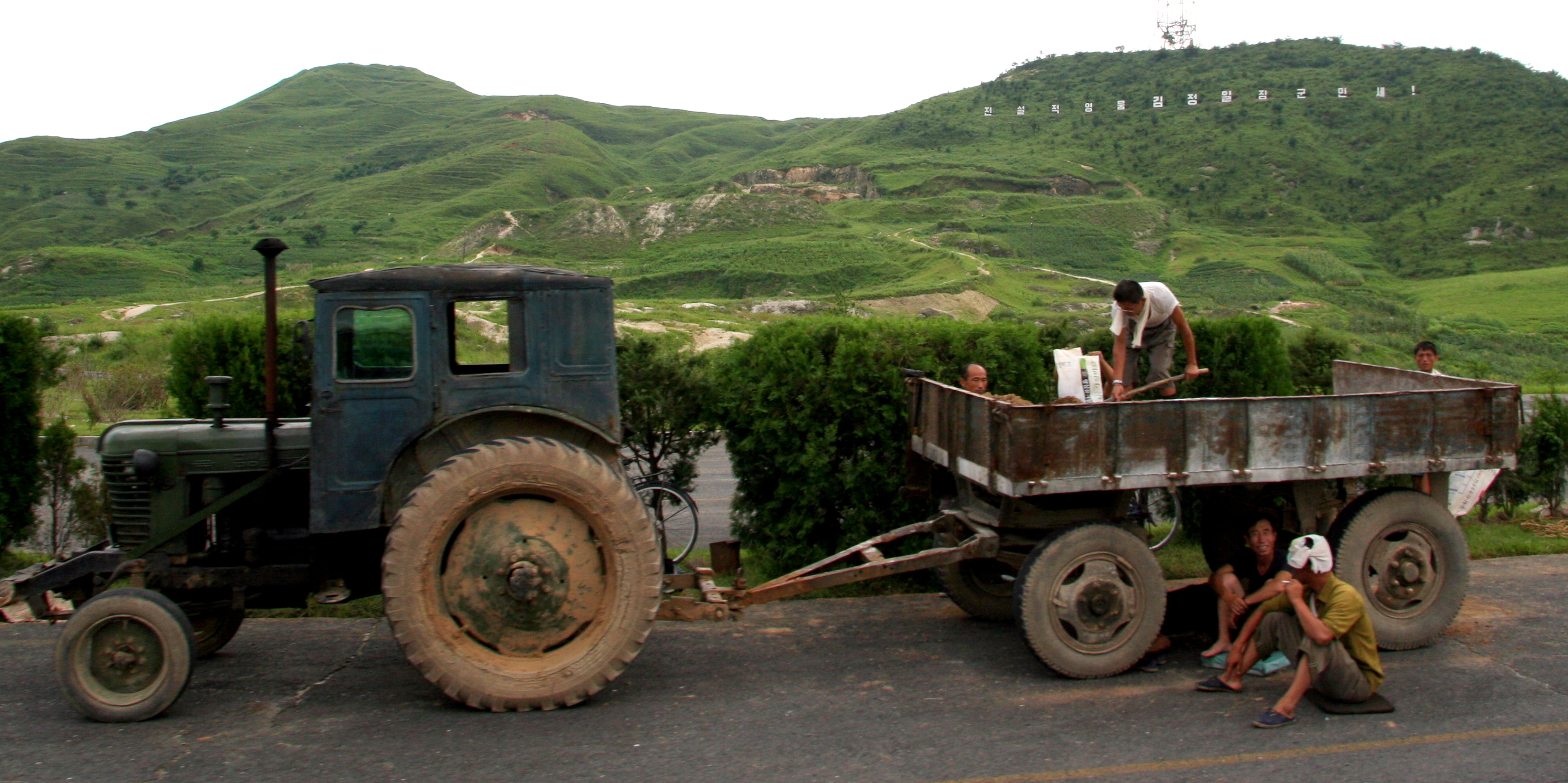
A fome norte-coreana na década de 1990 contribuiu para o nascimento da economia do mercado negro

A Coreia do Norte estabeleceu um sistema de bem-estar socialista em 1948, com a Constituição da República Popular Democrática da Coreia. Este sistema nacionalizou os meios de produção e a população recebeu bens, alimentos e outras necessidades através de um sistema de distribuição pública. Como resultado da fome de 1994-1999, também conhecida como Marcha Árdua ou Marcha do Sofrimento, a distribuição de rações foi drasticamente reduzida. Os cidadãos foram forçados a garantir alimentos e outras necessidades através de diferentes meios. Os cidadãos norte-coreanos cultivavam terras consideradas pelo governo como “inutilizáveis para fins agrícolas” ou mesmo pequenas hortas para sustentar suas famílias. Essas fazendas privadas ilegais foram capazes de produzir colheitas maiores do que os programas agrícolas públicos. Os agricultores vendiam qualquer excedente de mercadorias ou trocavam por outras necessidades.
Após o colapso do sistema de distribuição pública na Coreia do Norte, o governo norte-coreano não teve escolha a não ser tolerar os mercados privados. Eles originalmente vendiam itens essenciais, arroz e legumes. Os mercados privados evoluíram de comunidades locais envolvendo várias organizações, locais de trabalho, parentes e vizinhos, que ajudaram as pessoas a sobreviver durante a fome. Muitos desses acordos de ajuda mútua se desfizeram mais tarde, à medida que os mercados se desenvolveram. 
Ao contrário das cidades, as pessoas usam o escambo em vez do dinheiro para se envolver no comércio.

## Resumo

### Como fonte de sustento
Desde 2008, an estimate of 70 percent of households living in cities engage in handicrafts, trade or transportation services related to trade. Without a working food distribution system, people need local markets to earn money and survive. While actual monthly salary was two U.S. dollars, an average North Korean earned a total of around 15 dollars a month in 2011. Successful black-market operators and actual capitalistic success stories are rare, however, even if a few former laborers and farmers have become very rich with income of hundreds and even thousands of dollars a month. Between a half and three-quarters of North Korean people's income come from various market activities. However, crackdowns by government lead to irregularities in business and bribing.

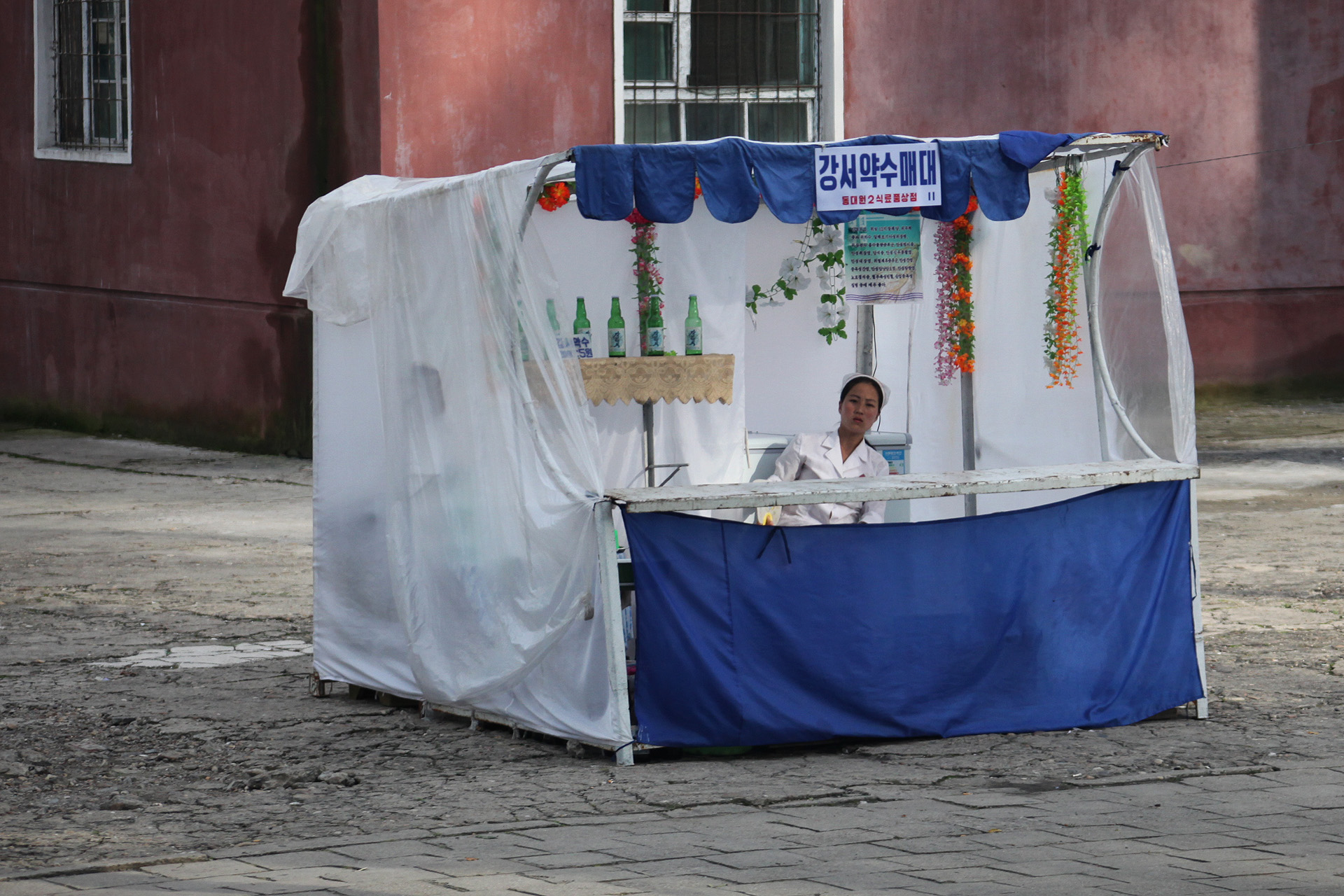
A maioria dos norte-coreanos depende dos mercados para sobreviver

Um estudo realizado pelo Centro de Estudos Estratégicos e Internacionais encontrou pelo menos 436 mercados oficialmente sancionados em todo o país em 2018. Esses mercados geram um número estimado de US$56,8 milhões anualmente em impostos e aluguéis, e se tornaram uma parte maior da economia do país do que até mesmo o governo gostaria de admitir.  Na verdade, muitas vezes fazem propaganda contra a privatização dos negócios e se gabam de sua própria independência.
Em 2017, o Instituto Coreano para a Unificação Nacional estimou que havia 440 mercados aprovados pelo governo, empregando cerca de 1,1 milhão de pessoas.

### Segurança alimentar
A Coreia do Norte sofreu de fome de 1994 a 1999, que matou entre dois e três milhões de pessoas de fome e outras doenças relacionadas a ela.
Os norte-coreanos que se dedicam a vários tipos de negócios domésticos também cultivam terras privadas. Os norte-coreanos mais pobres, sem a capacidade de iniciar uma barraca de comida, geralmente vivem da agricultura de subsistência. Uma parcela significativa do suprimento de alimentos norte-coreano é produzida ilegalmente e de forma privada, em pequenas fazendas conhecidas como sotoji (pequena terra).

### Bens e serviços oferecidos
Mesmo que as condições de vida não tenham melhorado muito na Coreia do Norte, a atividade do mercado e a variedade de produtos tiveram um aumento. A qualidade dos produtos também aumentou.
Em 2008, entre os produtos mais populares ou procurados vendidos nas feiras estavam comida de rua, baterias de carro, panelas de arroz, barbeadores elétricos, sapatos sociais, cosméticos, DVD-players, motocicletas e pisos vinílicos. Muitos dos rótulos das marcas nos produtos à venda são falsificados e fingem ser produtos feitos na Coreia do Sul.

## Supressão e regulamentação pelo governo norte-coreano
Algumas pessoas vendem seus produtos em becos próximos ao mercado real para evitar assédio e extorsão por funcionários do Ministério da Previdência Social. Esses comerciantes são chamados, por sua rápida proliferação, "comerciantes de carrapatos" na Coreia do Norte. Eles também são às vezes chamados de "comerciantes de gafanhotos".
Em 2013, um sistema de fornecedores baseado em identidade foi iniciado para impedir que as pessoas evitassem as taxas de aluguel das barracas. Eles agora precisam segurar um cartão de fornecedor no pescoço durante o horário comercial. Esses cartões de vendedor podem ser usados para verificar se um comerciante pagou as taxas de banca e para verificar sua identidade. Os fornecedores também foram obrigados a alternar os locais de suas barracas.

### Regulação de idade e gênero
Em 2008, as mulheres com menos de 40 anos foram proibidas de fazer negócios nos mercados.
No entanto, sob o governo de Kim Jong-un, os limites de idade foram removidos para as mulheres, embora tenham sido aumentados para os homens. Atualmente, apenas homens com mais de 60 anos podem trabalhar nos mercados.